# Anaides longeciliatus
Anaides longeciliatus is een keversoort uit de familie Hybosoridae. De wetenschappelijke naam van de soort is voor het eerst geldig gepubliceerd in 1938 door Balthasar.